# Charles Kennedy

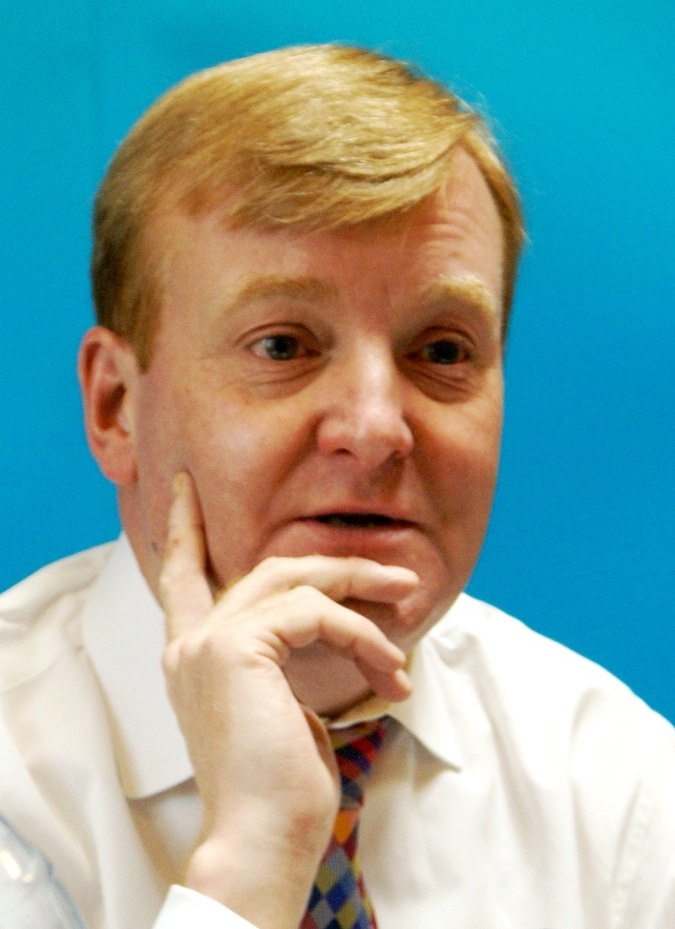
Charles Kennedy.

Charles Peter Kennedy (nacido en Inverness el 25 de noviembre de 1959 y fallecido en Fort William el 1 de junio de 2015) fue un político de Reino Unido que llegó a ser líder del Partido Liberal-demócrata.

## Infancia y juventud
Nacido en Inverness, Escocia, Charles Kennedy fue educado en Lochaber High School y estudió política y filosofía en la Universidad de Glasgow. Allí fue miembro de un club de debate, pero él no fue un miembro del Labour Club. Fue elegido presidente de la Glasgow University Union y ganó el British Observer Mace, unos premios de debate universitario. 
Se graduó en 1982 y después trabajó para la BBC como periodista.